# Michel Cruger
Pour les articles homonymes, voir Cruger (homonymie).
Michel Cruger (Łojewo, 16 février 1915 - Paris, 2 janvier 1979), est un militaire français d'origine polonaise, Compagnon de la Libération. Engagé dans la Légion étrangère, il participe, au début de la Seconde Guerre mondiale, à la Campagne de Norvège puis décide de se rallier à la France libre pour laquelle il combat en Afrique du Nord, en Italie et en France.

## Biographie

### Jeunesse et engagement
Michel Cruger naît le 16 février 1915 à Łojewo, en Pologne, d'un père mineur. En 1936, il vient en France pour s'engager dans la Légion étrangère et est affecté en Algérie puis au Maroc où il se trouve encore lorsqu'est déclarée la Seconde Guerre mondiale.

### Seconde Guerre mondiale
Sous-officier de la 13e demi-brigade de légion étrangère, il participe en avril 1940 à la campagne de Norvège et est blessé par un éclat d'obus lors de la bataille de Narvik. Évacué en Angleterre en juin avec le corps expéditionnaire français, il décide de s'engager dans les forces françaises libres. 
Promu adjudant, il est affecté au Bataillon de marche n° 1 puis au bataillon de marche no 11 avec lequel il participe à la campagne de Syrie puis à la guerre du désert en Libye et en Égypte. Lors de la seconde bataille d'El Alamein en octobre 1942, il est à nouveau blessé par éclat d'obus. Il est ensuite engagé dans la campagne de Tunisie en 1943 puis dans la campagne d'Italie en 1944. Débarqué en Provence avec la 1re division française libre, il prend part à la Libération de la France. Il se distingue particulièrement lors de la bataille des Vosges, au col de la Chevestraye, où il assure le ravitaillement de sa compagnie dans des conditions périlleuses. Promu adjudant-chef, il est cependant très affaibli par les combats et doit être hospitalisé jusqu'à la fin de la guerre.

## Après-guerre
Resté en France après le conflit, il est naturalisé en 1948 et devient fonctionnaire à l'organisation européenne de coopération économique en 1951. Dans les années 1960, il travaille pour le ministère des anciens combattants où il est chargé du service intérieur du matériel. Michel Cruger meurt le 2 janvier 1979 à Paris et est inhumé au cimetière parisien d'Ivry.

## Décorations
|  |  |  |
|  |  |  |

| Officier de la Légion d'honneur[Quand ?] | Officier de la Légion d'honneur[Quand ?] | Compagnon de la Libération          | Compagnon de la Libération          | Médaille militaire                                                   | Médaille militaire                                                   |
| Croix de guerre 1939-1945 Avec palme     | Croix de guerre 1939-1945 Avec palme     | Médaille de la Résistance française | Médaille de la Résistance française | Médaille commémorative des services volontaires dans la France libre | Médaille commémorative des services volontaires dans la France libre |